# European Film Awards 2005
La 18ª edizione della cerimonia di premiazione dei European Film Awards si è tenuta il 3 dicembre 2005 all'Arena di Berlino, Germania e presentata da Heino Ferch.

## Vincitori e candidati
Vengono di seguito indicati in grassetto i vincitori.
Ove ricorrente e disponibile, viene indicato il titolo in lingua italiana e quello in lingua originale tra parentesi.
Miglior film
- Niente da nascondere (Caché), regia di Michael Haneke ( Francia)
- Non desiderare la donna d'altri (Brødre), regia di Susanne Bier ( Danimarca)
- Non bussare alla mia porta (Don't Come Knocking), regia di Wim Wenders ( Stati Uniti)
- L'Enfant - Una storia d'amore (L'Enfant), regia di Jean-Pierre e Luc Dardenne ( Belgio)
- My Summer of Love, regia di Paweł Pawlikowski ( Regno Unito)
- La Rosa Bianca - Sophie Scholl (Sophie Scholl - Die letzten Tage), regia di Marc Rothemund ( Germania)

Miglior attore
- Daniel Auteuil - Niente da nascondere (Caché)
- Henry Hübchen - Zucker!... come diventare ebreo in 7 giorni (Alles auf Zucker!)
- Ulrich Thomsen - Non desiderare la donna d'altri (Brødre)
- Romain Duris - Tutti i battiti del mio cuore (De battre mon coeur s'est arrêté)
- Jérémie Renier - L'Enfant - Una storia d'amore (L'Enfant)
- Ulrich Matthes - Der neunte Tag

Miglior attrice
- Julia Jentsch - La Rosa Bianca - Sophie Scholl (Sophie Scholl - Die letzten Tage)
- Connie Nielsen - Non desiderare la donna d'altri (Brødre)
- Juliette Binoche - Niente da nascondere (Caché)
- Natalie Press - My Summer of Love
- Audrey Tautou - Una lunga domenica di passioni (Un long dimanche de fiançailles)
- Sandra Ceccarelli - La vita che vorrei

Miglior regista
- Michael Haneke - Niente da nascondere (Caché)
- Roberto Faenza - Alla luce del sole
- Susanne Bier - Non desiderare la donna d'altri (Brødre)
- Álex de la Iglesia - Crimen perfecto - Finché morte non li separi (Crimen ferpecto)
- Wim Wenders - Non bussare alla mia porta (Don't Come Knocking)
- Cristi Puiu - La morte del signor Lazarescu (Moartea domnului Lazarescu)
- Paweł Pawlikowski - My Summer of Love

Miglior rivelazione
- Jacob Thuesen - Anklaget
- Ilya Khrjanovsky - 4
- Marco Martins - Alice
- Małgorzata Szumowska - Ono
- Yolande Moreau e Gilles Porte - Quand la mer monte...
- Francesco Munzi - Saimir
- Aksel Hennie - Uno

Miglior sceneggiatura
- Hany Abu-Assad e Bero Beyer - Paradise Now
- Mark O'Halloran - Adam & Paul
- Anders Thomas Jensen - Le mele di Adamo (Adams æbler) e Non desiderare la donna d'altri (Brødre)
- Dani Levy e Holger Franke - Zucker!... come diventare ebreo in 7 giorni (Alles auf Zucker!)
- Michael Haneke - Niente da nascondere (Caché)
- Cristi Puiu e Răzvan Rădulescu - La morte del signor Lazarescu (Moartea domnului Lazarescu)

Miglior fotografia
- Franz Lustig - Non bussare alla mia porta (Don't Come Knocking)
- Christian Berger - Niente da nascondere (Caché)
- Anthony Dod Mantle - Manderlay
- Ryszard Lenczewski - My Summer of Love
- Gyula Pados - Senza destino (Sorstalanság)
- Bruno Delbonnel - Una lunga domenica di passioni (Un long dimanche de fiançailles)

Miglior scenografia
- Aline Bonetto - Una lunga domenica di passioni (Un long dimanche de fiançailles)
- Peter Grant - Manderlay
- Jana Karen - La Rosa Bianca - Sophie Scholl (Sophie Scholl - Die letzten Tage)

Miglior montaggio
- Michael Hudecek e Nadine Muse - Niente da nascondere (Caché)
- Peter Przygodda e Oli Weiss - Non bussare alla mia porta (Don't Come Knocking)
- Hervé Schneid - Una lunga domenica di passioni (Un long dimanche de fiançailles)

Miglior colonna sonora
- Rupert Gregson-Williams e Andrea Guerra - Hotel Rwanda
- Johan Söderqvist - Non desiderare la donna d'altri (Brødre)
- Joachim Holbek - Manderlay
- Ennio Morricone - Senza destino (Sorstalanság)
- Cyril Morin - La sposa siriana (Ha-kala ha-surit)
- Stefan Nilsson - As It Is in Heaven (Så som i himmelen)

Miglior documentario
giuria: Noemi Schory (Israele), Jacques Laurent (Belgio) e Alessandro Signetto (Italia - Associazione Documentaristi Italiani)
- Un dragon dans les eaux pures du Caucase (Un dragon dans les eaux pures du Caucase), regia di Nino Kirtadze
- Am seidenen Faden, regia di Katarina Peters
- The Devil's Miner, regia di Richard Ladkani e Kief Davidson
- Leiputrija, regia di Laila Pakalnina
- Melodias, regia di François Bovy
- Pries parskrendant i zeme, regia di Arunas Matelis
- Repetitioner, regia di Michal Leszczylowski e Gunnar Källström
- The Swenkas, regia di Jeppe Rønde
- Ungdommens råskap, regia di Margreth Olin
- Viva Zapatero!, regia di Sabina Guzzanti
- Workingman's Death, regia di Michael Glawogger

Miglior cortometraggio
- Undressing My Mother, regia di Ken Wardrop
- A Serpente, regia di Sandro Aguilar
- Bawke, regia di Hisham Zaman
- Butterflies, regia di Max Jacoby
- Flatlife, regia di Jonas Geirnaert
- Hoi Maya, regia di Claudia Lorenz
- Little Terrorist, regia di Ashvin Kumar
- Minotauromaquia, regia di Juan Pablo Etcheverry
- Prva plata, regia di Alen Drljevic
- Rain Is Falling, regia di Holger Ernst
- Randevé, regia di Ferenc Cakó
- Scen nr: 6882 ur mitt liv, regia di Ruben Östlund
- Toz, regia di Fatih Kizilgok

Miglior film internazionale
- Good Night, and Good Luck., regia di George Clooney ( Stati Uniti)
- Battaglia nel cielo (Batalla en el cielo), regia di Carlos Reygadas ( Messico)
- Be with Me, regia di Eric Khoo ( Singapore)
- I segreti di Brokeback Mountain (Brokeback Mountain), regia di Ang Lee ( Stati Uniti)
- Broken Flowers, regia di Jim Jarmusch ( Stati Uniti)
- C.R.A.Z.Y., regia di Jean-Marc Vallée ( Canada)
- Lady Vendetta (Chinjeolhan geumjassi), regia di Park Chan-wook ( Corea del Sud)
- The Constant Gardener - La cospirazione (The Constant Gardener), regia di Fernando Meirelles ( Stati Uniti)
- Crash - Contatto fisico (Crash), regia di Paul Haggis ( Stati Uniti)
- Look Both Ways, regia di Sarah Watt ( Australia)
- Il suo nome è Tsotsi (Tsotsi), regia di Gavin Hood ( Sudafrica)

Premio FIPRESCI
- Niente da nascondere (Caché), regia di Michael Haneke ( Francia)

Premio del pubblico
Miglior attore
- Orlando Bloom - Le crociate - Kingdom of Heaven (Kingdom of Heaven)
- Henry Hübchen - Zucker!... come diventare ebreo in 7 giorni (Alles auf Zucker!)
- Ulrich Thomsen - Non desiderare la donna d'altri (Brødre)
- Toni Servillo - Le conseguenze dell'amore
- Jean-Marc Barr - Questa casa non è un albergo (Crustacés & coquillages)
- Daniel Craig - The Pusher (Layer Cake) e L'amore fatale (Enduring Love)
- Christian Bale - L'uomo senza sonno (El maquinista)
- Srđan Todorović - Sivi kamion crvene boje
- Luis Tosar - La vita che ti aspetti (La vida que te espera)
- Marian Dziędziel - Wesele

Miglior attrice
- Julia Jentsch - La Rosa Bianca - Sophie Scholl (Sophie Scholl - Die letzten Tage)
- Licia Maglietta - Agata e la tempesta
- Connie Nielsen - Non desiderare la donna d'altri (Brødre)
- Mónica Cervera - Crimen perfecto - Finché morte non li separi (Crimen ferpecto)
- Emily Mortimer - Dear Frankie
- Judi Dench - Ladies in Lavender
- Maggie Smith - Ladies in Lavender
- Charlotte Rampling - Due volte lei - Lemming (Lemming)
- Agnieszka Grochowska - Pręgi
- Hiam Abbass - La sposa siriana (Ha-kala ha-surit)
- Audrey Tautou - Una lunga domenica di passioni (Un long dimanche de fiançailles)

Miglior regista
- Marc Rothemund - La Rosa Bianca - Sophie Scholl (Sophie Scholl - Die letzten Tage)
- Henry Hübchen - Zucker!... come diventare ebreo in 7 giorni (Alles auf Zucker!)
- István Szabó - Being Julia - La diva Julia (Being Julia)
- Paolo Sorrentino - Le conseguenze dell'amore
- Álex de la Iglesia - Crimen perfecto - Finché morte non li separi (Crimen ferpecto)
- Jacques Audiard - Tutti i battiti del mio cuore (De battre mon coeur s'est arrêté)
- Roger Michell - L'amore fatale (Enduring Love)
- Timur Bekmambetov - I guardiani della notte (Nochnoy dozor)
- Kay Pollak - As It Is in Heaven (Så som i himmelen)
- Jean-Pierre Jeunet - Una lunga domenica di passioni (Un long dimanche de fiançailles)

Premio alla carriera
- Sean Connery,

Miglior contributo europeo al cinema mondiale
- Maurice Jarre